# Granatgewehr

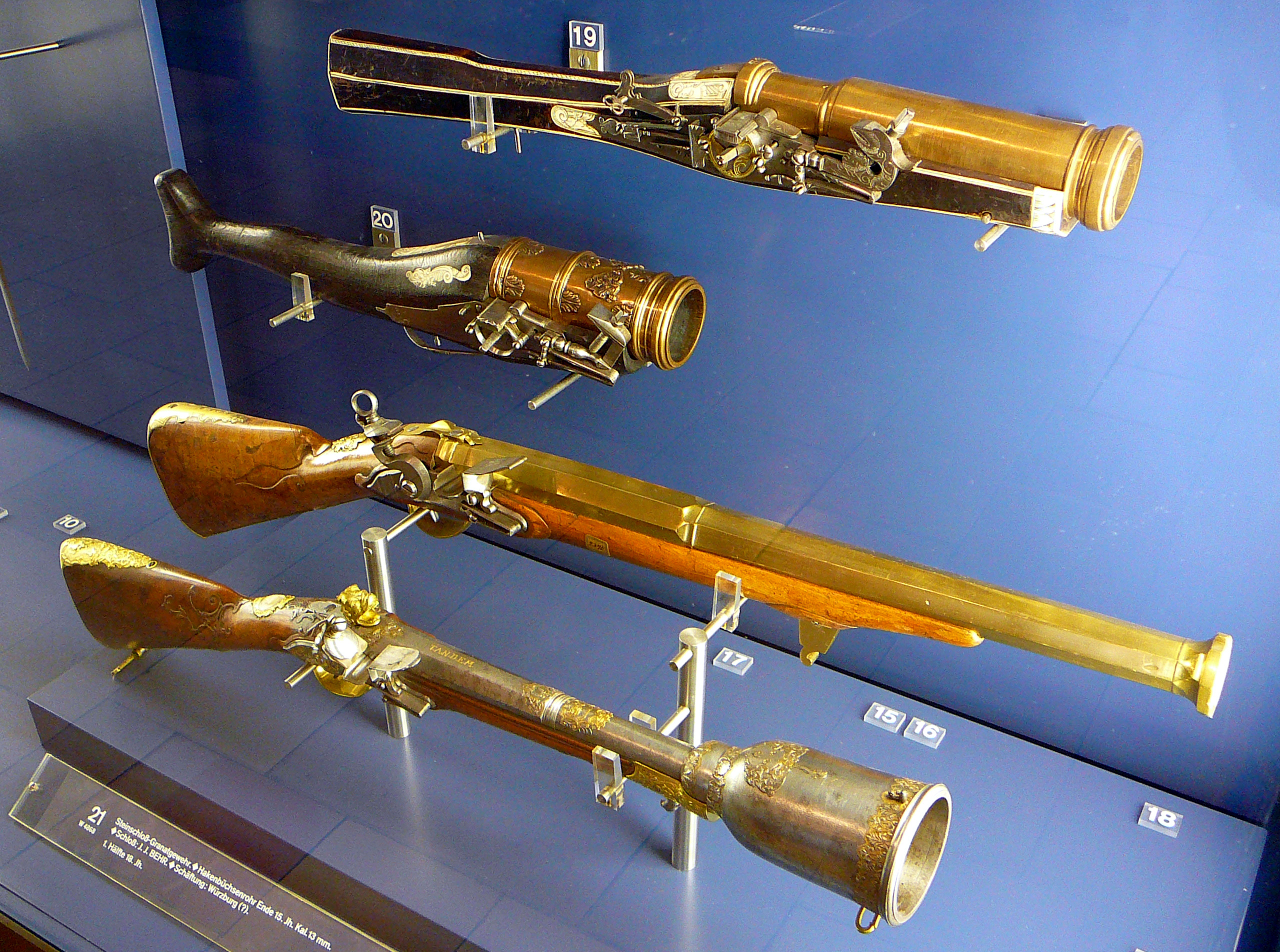
Deutsche Granatgewehre aus dem 16. und 18. Jahrhundert im Bayerischen Nationalmuseum in München

Ein Granatgewehr ist ein Gewehr, das zum Schießen von Sprenggeschossen dient.
Ursprünglich waren Granatgewehre im 16. bis zum 18. Jahrhundert entwickelt worden, um Handgranaten zu verschießen (siehe auch Granatkanone). Der Lauf war kurz und weit, ähnlich wie bei einem Mörser. Oft stand damit auch ein Gewehrlauf in Verbindung. 